# Bembidion hyperboraeorum
Bembidion hyperboraeorum is een keversoort uit de familie van de loopkevers (Carabidae). De wetenschappelijke naam van de soort is voor het eerst geldig gepubliceerd in 1923 door Munster.